# Église Saint-Maurice de Saint-Maurice-d'Échazeaux
L'église de Saint-Maurice d'Échazeaux est une église située à Corveissiat, en France. L'édifice est classé au titre des monuments historiques en 1941.
Plusieurs noms désignaient autrefois cette église : Saint-Maurice de la Roche (« de Rupe ou de Rocca »), Saint-Maurice de Chaléa, ou Saint-Maurice d'Echazeaux, que l'on doit écrire des Chasaux, chasal (en latin casale) désignant en ancien français local une habitation en ruine ou un emplacement de maison.

## Localisation
Cette église est située dans un site exceptionnel au dessus du confluent de l'Ain et de la Valouse. Du haut de la falaise, on jouit, à plus de 250 mètres, d’un panorama sur le château de Conflans (XIIIe siècle) qui gardait autrefois la frontière comtoise, et sur le confluent de l’Ain et de la Valouse.

## Historique
L'église fut confirmée à l'abbaye de Saint-Oyen en 1084 et en 1184, sous le nom de Saint-Maurice-de-la-Roche. Elle avait pour paroisses annexes Chaléa (maintenant dans le Jura) et Corveissiat. Elle reçut quelques réparations au XVIIIe siècle (toiture de lauzes, architecte Dreux). En 1655, le visiteur signale que les paroissiens étaient obligés, pour se chauffer, « de faire un grand feu au milieu de l'église ». Il y avait un autel secondaire, mais on n'en connaissait pas l'origine ; vers 1670, Simon Faisand, marchand radelier sur l'Ain, le fit placer « du côté de bise », sous le vocable de Notre-Dame, en le dotant d'une nouvelle fondation.

## Architecture
Dans son état actuel, l'église semble remonter au XIVe siècle et ne fut que très peu transformée depuis cette époque. Son plan est simple : une nef rectangulaire, prolongée par un chœur-abside à chevet plat, lui aussi rectangulaire et moins large que la nef. L'ensemble est voûté en berceau brisé; la voûte de la nef est renforcée en son milieu par un arc doubleau. Le petit clocher mur est construit entre le chœur et la nef ; il n'en reste plus que la souche. Les fenêtres (deux dans le mur est), semblent postérieures à l'édifice. Les toitures sont en lauses, les sols pavés de dalles de pierre (1782). Il y avait autrefois une petite sacristie et un porche  qui furent détruits en 1894. Le portail en tiers-point est accompagné au nord, d'un pupitre mural.

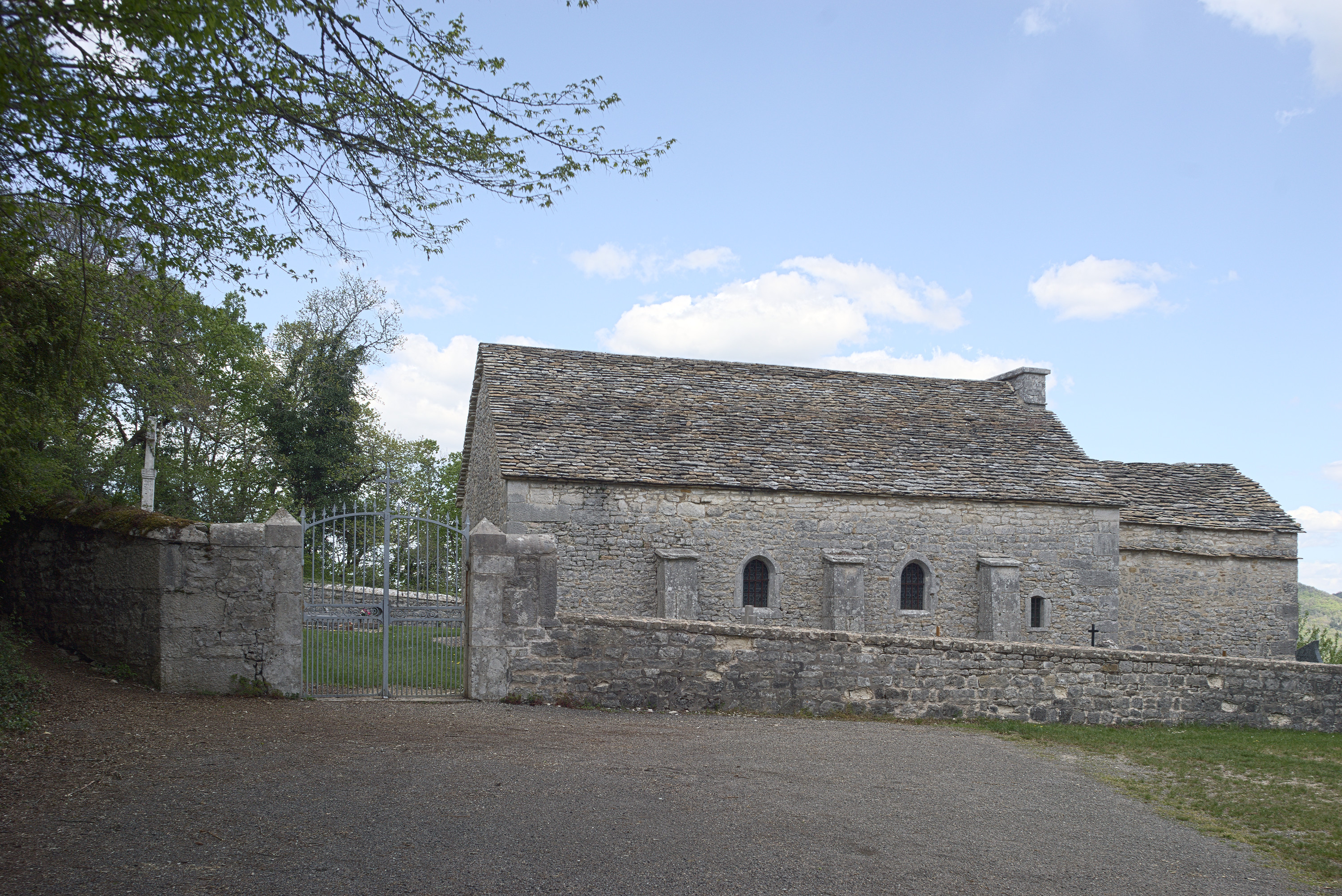
Vue extérieure.

## Mobilier
Statue de Saint Maurice en bois polychrome. Tabernacle mural à gauche de l'autel, bénitier gothique, fonts baptismaux octogones.

## Autour de l'église
À cent mètres de l’église, au bord de la falaise, beau panorama sur les vallées de l’Ain et de la Valouze, le château de Conflans, et les montagnes du Bugey. Depuis la chapelle, partez à la recherche des ruines du château de Mont Didier du XIIIe siècle en cours de fouilles archéologiques.

## Travaux de restauration
À partir de 2015, les habitants locaux fondent l'Association pour la Sauvegarde de l'Église de Saint-Maurice-d'Échazeaux (ASESME) et parviennent à restaurer l'église dans son état d'origine grâce à des donateurs et au soutien de la Fondation du patrimoine. Le site internet de l'association retrace ce projet d'envergure.